# Барсан, Захария
Захария Барсан (рум. Zaharia Bârsan; 11 января 1878, Санпетру, Трансильвания, Королевство Румыния, Австро-Венгрия — 13 декабря 1948, Клуж, Румыния) — румынский писатель
, поэт, драматург, актёр, театральный деятель, театральный режиссёр
, педагог.
Первый крупный актёр и режиссёр Трансильвании.

## Биография
Сын мелкого землевладельца.
После окончания в 1901 году Бухарестской консерватории некоторое время выступал на сцене Национального театра в Бухаресте. В 1903—1913 годами был центральной фигурой театральной жизни Трансильвании.
В 1919 году — основатель и первый директор румыноязычного Национального театра в Клуже (ныне Национальный театр имени Лучиана Благи). Выступал в театре с 1919 по 1927 год, с 1931 по 1933 год и с 1934 по 1936 годы. Исполнял трагические роли, среди них, Эдип, Гамлет, Король Лир, Макбет, Карл Моор, Рюи Блаз и др. С 1919 года работал преподавателем на факультете музыки и исполнительских искусств в Клуж-Напока.
Дебютировал как поэт в 1897 году.
Автор исторической драмы «Начинается день» (посвящённой восстанию в Трансильвании в XVIII в.), драматической поэмы «Красные розы», ставившейся во многих театрах Румынии, и др.

## Избранные произведения
- Visuri de noroc, București, 1903;
- Ramuri, Budapesta, 1906;
- Poezii, București, 1907;
- Impresii de teatru din Ardeal, Arad, 1908;
- Nuvele, București, 1909;
- Însir’te mărgărite, 1911;
- Sirena. Jurământul, Beiuș, 1912;
- Nuvele, București, 1914;
- Se face ziuă, București, 1914;
- Ca mâini va bate ceasul!, București, 1915;
- Trandafirii roșii, 1915;
- Furtuna. Cu toții una. Poemul Unirei, Sibiu, 1922;
- Poezii, București, 1924;
- Domnul de rouă, București, 1938;
- Scrieri